# André Bucher (écrivain)
 (juin 2018).
Pour les articles homonymes, voir André Bucher (homonymie) et Bucher.
André Bucher, né le 12 juillet 1946 à Mulhouse et décédé le 1er octobre 2022 à Montfroc, est un écrivain-paysan français, un écrivain des grands espaces. Il prolonge la tradition de la nature writing nord-américaine en France,. Il vit à la ferme de Grignon, commune de Montfroc dans la Drôme, à 1100 mètres, face à la montagne de Lure, dans la vallée du Jabron.

## Biographie
André Bucher passe son enfance en Alsace, il habite ensuite dans le Doubs, près de Montbéliard. Son père est chef de gare et cultive un jardin. La famille déménage à cinquante kilomètres de Besançon, en Franche-Comté.
À partir de seize ans, il voyage beaucoup dans la plus pure tradition beatnik et exerce divers métiers (bûcheron, ouvrier agricole, routier, pécheur en Espagne...). Plus tard, il est embauché à Besançon comme assimilé-cadre dans une entreprise de gravures chimiques. Il étudie la psychologie. En 1968 il participe au soutien des immigrés et des réfugiés politiques espagnols.
Âgé d'une vingtaine d'années, il écrit d'abord des poèmes puis un premier récit.
En 1972, en famille, il met le cap vers le Sud. Entre Apt et Forcalquier, dans une ferme en location, il se forme à l'agriculture biologique et à l'agronomie,.
Il s'installe à la ferme de Montfroc en 1975, dans la Drôme, où il vit toujours. Il est un militant de l'agriculture biologique. Il entreprend un important effort de reboisement sur ses terres favorisant le sylvopastoralisme : en 10 ans 20 000 arbres y seront plantés.
Il fonde en 1984 la foire aux produits biologique de Montfroc.
Il publie ses premiers romans à partir de 2003 et s'inscrit dans le courant littéraire de la nature writing,.
Son fils, Lionel, a repris la ferme. André Bucher a pris l'habitude de ne pas écrire à la bonne saison et continue de l'aider.

## Œuvre littéraire
André Bucher est un écrivain des grands espaces, de la nature sauvage (wilderness). Il prolonge la tradition de la nature writing nord-américaine en France,,. C'est un lecteur de Rick Bass, Jack London, James Crumley, Jim Harrison et des écrivains amérindiens, Louise Erdrich, Luis Owens, David Treuer, Joseph Boyden, James Welch, Linda Hogan, Richard Wagamese,... Christine Ferniot dans Télérama écrit que « la nature qu'il décrit n'est pas un simple décor mais un personnage essentiel et sans fard ». André Bucher puise son rythme dans « le blues, la poésie, le jazz et le rock and roll ».
Son premier roman, Le Pays qui vient de loin, est publié par Sabine Wespieser éditeur en 2003 (en poche en 2017). Josyane Savigneau, dans Le Monde, écrit : « A la manière dont Bucher évoque cette vallée du Jabron, cadre de son roman, on sent qu'il la connaît intimement, pas en touriste ébahi, ce qui lui évite précisément les naïvetés, les descriptions enflammées qu'on a pu lire ici et là chez quelques faux Giono citadins redécouvrant la nature ». Michel Henry, pour Libération, part à la rencontre de l'écrivain : « ce premier roman publié tient par le style et l'ambiance (...). Bucher écrit sur son coin de montagne sèche (...), un pays dont il se dit à la fois héros, pour ce qu'il y réalise, et victime, pour ce qu'il y subit. Il cherche, et trouve, la poésie épurée. »
André Bucher a reçu le prix Terre de France - La Montagne en 2004 pour Le Cabaret des oiseaux, publié chez Sabine Wespieser éditeur.
Pays à vendre, publié en 2005 par Sabine Wespieser éditeur (SW Poche 2018), est un roman noir, « un roman à rebrousse-poil » selon l'écrivain, un retour sur les années beatnik et libertaire.
Le sociologue Bernard Lahire, dans un entretien au magazine Regards en octobre 2006 à propos de La Condition littéraire, la double vie des écrivains, décrit les conditions pratiques du travail d'écrivain : « Ainsi, André Bucher (publié chez Sabine Wespieser éditeur) raconte qu’il prend des notes sur son tracteur. Il écrit dans tous les interstices de son métier. Pour comprendre son activité littéraire, on doit tenir compte de sa vie. »
En 2007, Le Matricule des Anges salue Déneiger le ciel  : « clairé par une âpre beauté, le quatrième roman d'André Bucher, le temps d'un monologue, mêle harmonieusement dimensions terrienne et poétique ». Ce roman qui raconte une nuit hallucinée, un 23 décembre dans la neige, a reçu en 2016 le Prix Lire en Poche de littérature française au festival Lire en Poche de Gradignan.

« L’hiver usait et abusait. Il exténuait les corps, les arbres, les plantes et les animaux. Seules les montagnes lui résistaient et même le vent, son grand complice, était dérouté par elles de sa course, venant emboutir les flancs des vallées. »

— André Bucher, Déneiger le ciel
Écrivain et critique littéraire, Aliette Armel propose un parallèle : « André Bucher est poète et non philosophe. Son roman ne revendique rien de théorique. Et pourtant on peut parler, à propos de Déneiger le ciel, de Psychanalyse de la neige comme Bachelard parlait de Psychanalyse du feu. »
La Cascade aux miroirs (Denoël, 2009) raconte l'histoire d'un vol d'identité. Le livre est dédié à Jim Harrison (L'homme qui abandonna son nom, Légendes d'automne) et à Thomas McGuane (L'Homme qui avait perdu son nom).
Les personnages de Fée d'hiver (Le Mot et le Reste, 2012), comme ceux des autres romans, habitent un pays qui ressemble à celui de l'écrivain. Pour Pascal Jourdana dans Le Matricule des anges, « l'intérêt littéraire réside surtout dans la justesse d’une confrontation de [la] nature omniprésente aux actions et aux sentiments des personnages ». Dans Zone littéraire, Vanessa Curton, souligne l'invention de la langue et le travail musical : « une écriture aérienne dont les flocons révèlent la beauté et la dignité des êtres, tout en faisant miroir à leur noirceur profonde et à leur vilénie, la polyphonie des voix éclot comme la sève qui remonte la feuille par les phrases. Ces voix se rencontrent et apprennent strate après strate à vibrer au ton juste…ou plutôt, elles apprennent à s’entendre et à se connaître. » Michel Abescat dans Télérama décrit le souffle du récit : « la violence, à tout moment, est en embuscade. Mais André Bucher est un poète et la tragédie vire au conte de fées. Il s'attache aux lumières, aux nuages, à la grandeur du ciel, traque les silences, fait parler les non-dits. L'émotion est à fleur de mots, la langue puissamment imagée. »
Alain Veinstein invite l'écrivain dans Du jour au lendemain sur France Culture le 26 novembre 2013.
L'émission Il existe un endroit sur France Inter lui consacre un long reportage diffusé le 5 novembre 2014 et le 26 novembre 2014 et en parle comme « l'une des voix les plus singulières de la littérature actuelle ».
André Bucher accorde une attention centrale à la nature sauvage. La perméabilité entre l’humain et le naturel est au cœur de son écriture,.

« Autour de lui, à travers le brouillard un saule pleurait à la façon d’une effraie à face blanche, c’est-à-dire dans l’aigu et les bouleaux, les frênes et les trembles, jouxtant la mare, plaignaient doucement sous la morsure du vent. Cela intriguait [Alain]. Il tentait d’imaginer quelle espèce de créature se prolongeait ainsi en eux. »

— André Bucher, La Vallée seule
À Justine Minet, qui l'interroge pour La Tribune de Montélimar en août 2013, André Bucher décrit le vieux cerf de son histoire :

« Pour moi, être humain ou animal n’empêche pas de voir comment la vie se déroule autour de nous. Ce cerf, je ne voulais pas lui prêter des éléments humains, ne pas faire d’anthropomorphisme. J’ai opté pour approche plus comportementale, avec un procédé d’écriture lui faisant ouvrir et fermer chaque chapitre »

— André Bucher
La Montagne de la dernière chance est l'histoire d'un canyon en danger.
Un court instant de grâce fait écho aux combats contemporains des militants écologistes : le personnage d'Émilie défend sa forêt contre un projet de centrale à biomasse.
Le 13 octobre 2018, dans l'émission CO2 Mon Amour sur France Inter, Denis Cheissoux part à la rencontre de l'écrivain. Il est question de résistance pour préserver les arbres et les forêts environnants.
En juin 2019, André Bucher est invité au festival Étonnants Voyageurs. Son roman La Vallée seule a été proposé à la lecture aux lycéens qui participeront aux journées scolaires 2019. Il dialogue avec Catherine Poulain autour du thème du Grand Dehors. 
L'universitaire Davide Vago souligne l'importance accordée au monde vivant et analyse la façon dont l'écrivain donne « voix à ceux qui n'en ont pas : les rochers, les animaux, voire les plantes. »
En février 2020, l'émission d'Arte, Invitation au voyage, évoque Jean Giono et part à la rencontre d'André Bucher autour du thème "l'homme qui plantait les arbres". 
Tordre la douleur (Le Mot et le Reste, 2021) dessine le chemin de deuil et de résilience de personnages lors d'un hiver commun et fait écho aux remous du mouvement des gilets jaunes. Le Dauphiné libéré situe le lieu du drame : « L'affliction des êtres fait écho à la nature sauvage, rude et belle des chemins de Haute Provence, leur offrant un espoir de guérison, une chance de tordre la douleur. »

### Romans
- Tordre la douleur, Le Mot et le Reste, janvier 2021
- Un court instant de grâce, Le Mot et le Reste, septembre 2018
- La Montagne de la dernière chance, Le Mot et le Reste, 2015 ; Libretto, poche mai 2022 (préface de Franck Bouysse)
- La Vallée seule, Le Mot et le Reste, 2013, poche septembre 2018
- Fée d’hiver, Le Mot et le Reste, 2012, nouvelle édition 2016, poche 2019
- La Cascade aux miroirs, Denoël, 2009 ; Le Mot et le Reste, poche janvier 2021
- Déneiger le ciel, Sabine Wespieser éditeur, 2007, SW Poche, 2016
- Le Cabaret des oiseaux, Sabine Wespieser éditeur, 2004 ; France-Loisirs, 2005 ; traduction en langue espagnole El Funambulista, 2007, traduction en chinois, 2008
- Pays à vendre, Sabine Wespieser éditeur, 2005, SW Poche 2018
- Le Pays qui vient de loin, Sabine Wespieser éditeur, 2003, Points, 2009, SW Poche, 2017

### Récits
- A l'écart, Le Mot et le Reste, 2016
- Le Retour au disloqué, publication par l’auteur, 1973

### Nouvelles
- Leurres pour les bâtisseurs d'empire, extrait de La Montagne de la dernière chance (roman, Le Mot et le Reste, 2015), Travail, Bacchanales n°53, revue de la Maison de la poésie Rhône-Alpes
- Comme un sanglier, 20 ans de Lecture en Tête à Laval, 2012
- Histoire de la neige assoupie, Une hirondelle qui pleure tout le temps dans André Bucher, Une géographie intime, Chiendents n°17, Cahier d’arts et de littératures, éditions du Petit Véhicule, 2012
- Contrôle de proximité, revue Littera n°15, juin 2007
- Lent lifting au noir, Les Amis de l’Ardenne N° 12, mars 2006
- Visages graves nuages pâles, Les Amis de l’Ardenne N° 11, décembre 2005

### Textes
- Lorsque la peine descend dans les souliers, à propos de Félix Leclerc, Dialogues d'hommes et de bêtes (Montréal 1992), revue Zinc n°13 (Montréal), 2007

### Poèmes
- Le Juste Retour des choses, éditions Saint-Germain-des-Prés, Miroir oblique, 1974
- La Lueur du phare II, éditions de la Grisière / éditions Saint-Germain-des-Prés, Balises, 1971
- La Fin de la nuit suivi de Voyages, éditions Jean Grassin, 1970
- Le Retour au disloqué, récit, publication par l’auteur, 1973

### Carnet de voyage
- Le Pays de Haute Provence, carnet de voyage, vu de l’intérieur, récit, en collaboration avec un photographe, Pascal Valentin, pour l’office de tourisme du Pays de Haute Provence, 2007

### Entretiens
- Cultiver la convergence. Entretien d’André Bucher avec Davide Vago in Literature.green[12], septembre 2019
- Confidences de l'oreille blanche, avec Benoît Pupier, mars 2005, Revue critique de fixxion française contemporaine No 11, Écopoétiques, 2015[37]
- Conversations ou la Libre Parole (Tome I), avec Pascale Arguedas, juin 2005, Éditions du Petit Véhicule, 2011

## Études
- André Bucher en osmose, Virginie Troussier, Alpes Magazine, 18 août 2021, n°190
- Écrire la nature au XXIe siècle. Essai d'écopoétique sur la question de l'écriture, de la temporalité et de l'action, à travers les œuvres d'André Bucher, Xabi Molia, Pierre Senges et Philippe Vasset, mémoire de master de Florence Casteels, université de Liège, 2021[38]
- Penser à l'air libre. Quand nature résonne avec littérature, de Thoreau aux écrivains français contemporains, Aliette Armel, Magazine-livre Ultreia, été 2017 (à propos d'André Bucher, p. 178-179 : Produire, créer de la beauté et développer une forme d'intelligence du cœur)[11]
- L'analisi linguistica e letteraria, universita cattolica del Sacro cuore, Milano, février 2016[39] : Le Canyon (texte, p. 17-20) ; La Porosité du réel : Sur quelques stratégies stylistiques d'André Bucher par Davide Vago (maître de conférences à l'université catholique de Milan) (p. 99-109)[26]
- Ce qui a lieu : Essai d'écopoétique, Pierre Schoentjes (professeur à l'université de Gand en Belgique, où il enseigne la littérature française), Wildproject, 3 février 2015 (à propos d'André Bucher, pp.  43, 86-88, 102, 171, 210)
- André Bucher, une géographie intime, Chiendents n°17, Cahier d’arts et de littératures, éditions du Petit Véhicule, 2012[40]
- L’écologie dans la littérature française de l’extrême contemporain, André Bucher, entretien personnel réalisé le 17 avril 2012 à Montfroc, mémoire de maîtrise de Louise Isselé (université de Gent), 2012[41]
- La Condition littéraire : La Double Vie des écrivains, Bernard Lahire, éditions La Découverte, 2006 (III / Portraits d'écrivains à second métier 13. Des métiers hors culture - André Bucher : écrivain multiactif)

## Documentaire
- André Bucher, entre ciel et terre, documentaire de Benoît Pupier, 2013[42], sélection juin 2014 Images en bibliothèques[43], présent au catalogue de l'ADAV et de COLACO.